# Leonid Moseev
Leonid Nikolaevič Moseev (in russo Леонид Николаевич Мосеев?; Rajon Kasli, 21 ottobre 1952) è un ex maratoneta sovietico, vincitore della medaglia d'oro agli Europei 1978.
Ha partecipato a due edizioni dei Giochi Olimpici:
- Montreal 1976: 7º
- Mosca 1980: 5º

## Altre competizioni internazionali
1977
- Argento alla Maratona di Fukuoka ( Fukuoka) - 2h11'57"

1982
- Oro alla Maratona di Mosca ( Mosca) - 2h16'03"